# 六地藏站
六地藏站（日语：／ Rokujizō eki */?）是一個位於日本京都府京都市伏見區及宇治市，屬於京阪電氣鐵道（京阪）、西日本旅客鐵道（JR西日本）、京都市營地下鐵（京都市交通局）的鐵路車站。京阪電氣鐵道的車站編號是KH73，JR西日本的車站編號是JR-D06，京都市營地下鐵的車站編號是T01。

## 概要
被山科川夾着西側的京阪車站位於京都市伏見區，東側的JR與地下鐵車站則位於宇治市，是一個分屬兩市的車站。1913年京阪車站開設時，車站西北偏西有京都六地藏之一的大善寺，以較舊的名稱「六地藏」而得名。
乘車卡可在JR西日本車站使用「ICOCA」，京阪與地下鐵車站可使用「PiTaPa」與「Surutto KANSAI」。（可以互相使用的IC卡參見相關條目）。

## 車站構造

### 京阪電氣鐵道
建於山科川堤防的盛土上，設有對向式月台2面2線的地面車站，有效長度為各5節編組。月台因線形而設於彎道上。1樓設有閘口1個，2樓設有兩個方向的月台，只有往中書島的月台設置空調候車室。閘機層與月台層之間設有樓梯以及輪椅使用的升降機，閘機層的廁所設有多用途廁所，是無障礙設施之一。

#### 月台配置
| 月台 | 路線   | 方向 | 目的地                               |
| ---- | ------ | ---- | ------------------------------------ |
| 1    | 宇治線 | 上行 | 中書島、淀屋橋、中之島線、出町柳方向 |
| 2    | 宇治線 | 下行 | 宇治方向                             |

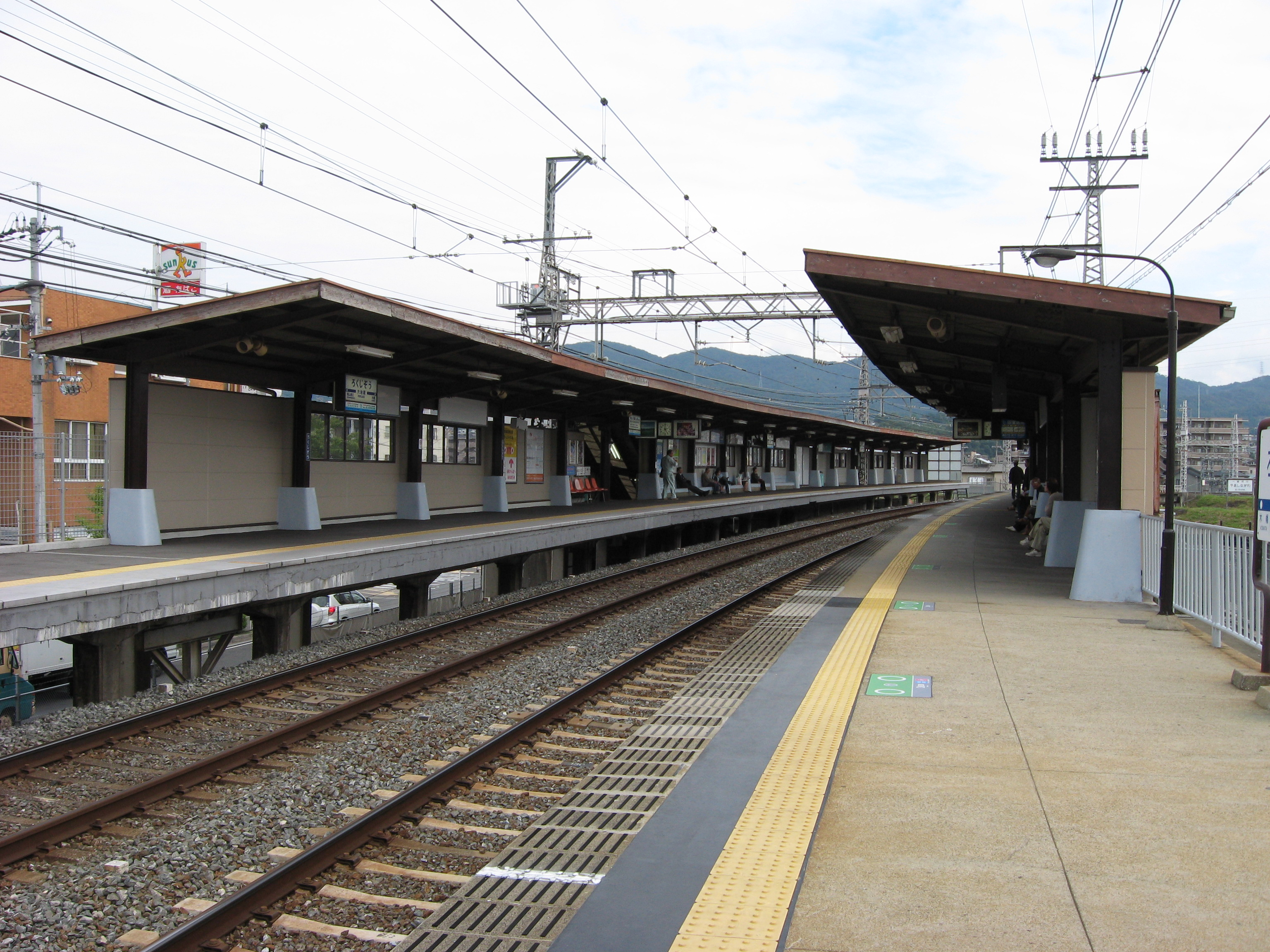
月台（右為中書島方向）

### JR西日本
閘口只設1處，島式月台1面2線可進行列車交會的高架車站。1號月台作為上下本線，2號月台作為上下副本線的一線貫通，非待避往宇治方向的列車在2號月台停車。月台位於曲線上，因此列車與月台之間的間隙較寬，因此設置了櫛狀的膠板。膠板可以承托旅客的體重，也沒有與車輛接觸安全上的問題。不過，2013年度開始的奈良線複線化事業進行時，為了緩和車站的曲線而向京都方移動，作為月台擴建時緩和列車與月台間的間隙的對策。
此站是宇治站管理的直營站。

#### 月台配置
| 月台 | 路線   | 方向 | 目的地         | 備註                    |
| ---- | ------ | ---- | -------------- | ----------------------- |
| 1    | 奈良線 | 上行 | 京都方向       | 京都方向                |
| 2    | 奈良線 | 下行 | 宇治、奈良方向 | 日間一部分列車在1號月台 |

### 京都市營地下鐵
島式月台1面2線的地底車站。設有月台閘門。閘口設有1個。
東西線車站制定車站顏色，此站的車站顏色是勿忘草属色。另外，設有「T01」的車站編號。
京阪的六地藏站相同，不發售京阪往京津線的乘車券，只發售地下鐵六地藏站途經御陵站的轉乘乘車券。
出入口有4個，當中3個位於京都府道7號京都宇治線與外環狀線的T字路交差點側。餘下的1個是JR車站的一部分。

#### 月台配置
| 月台 | 路線   | 目的地               |
| ---- | ------ | -------------------- |
| 1、2 | 東西線 | 山科、太秦天神川方向 |

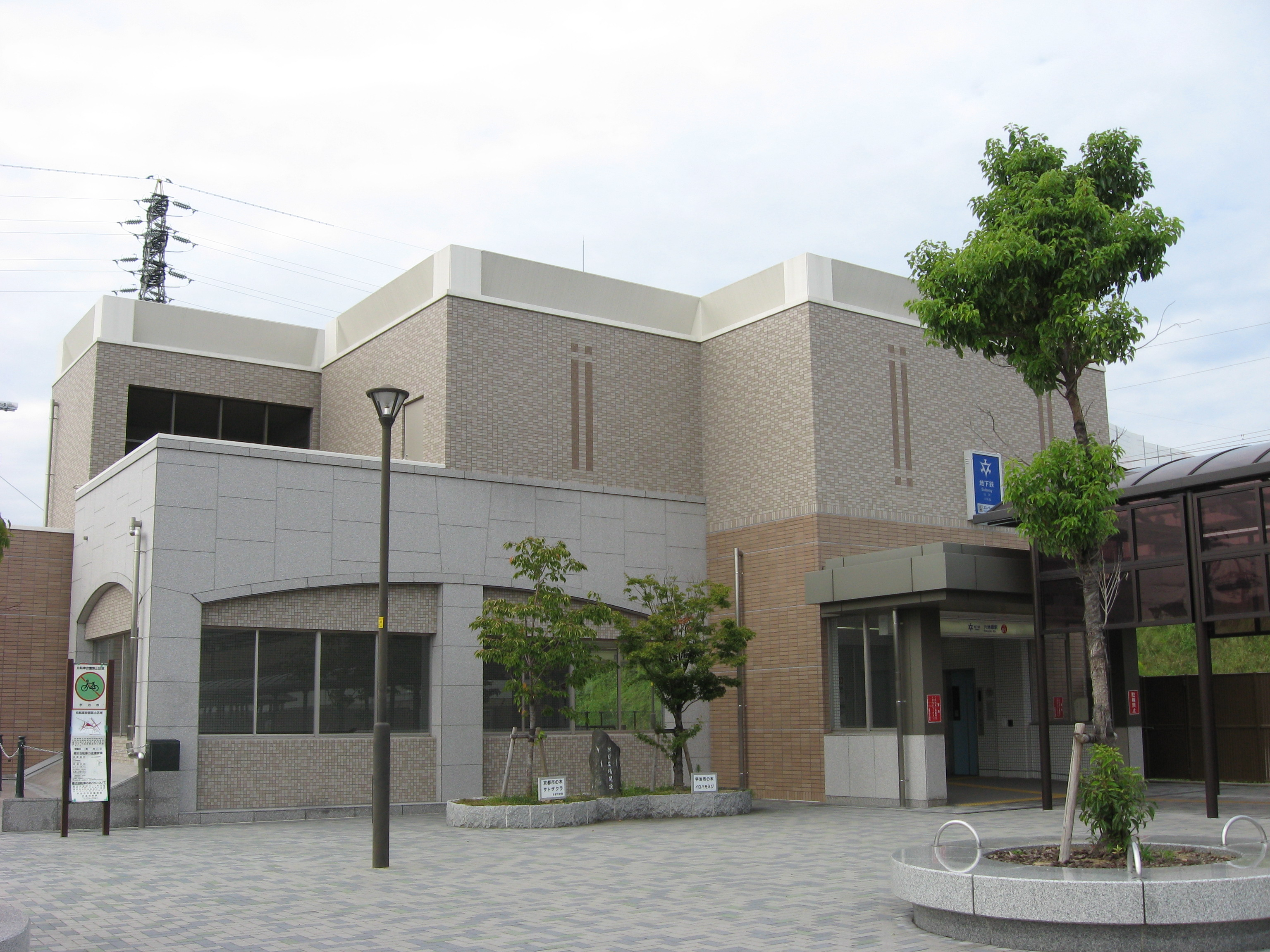
車站入口
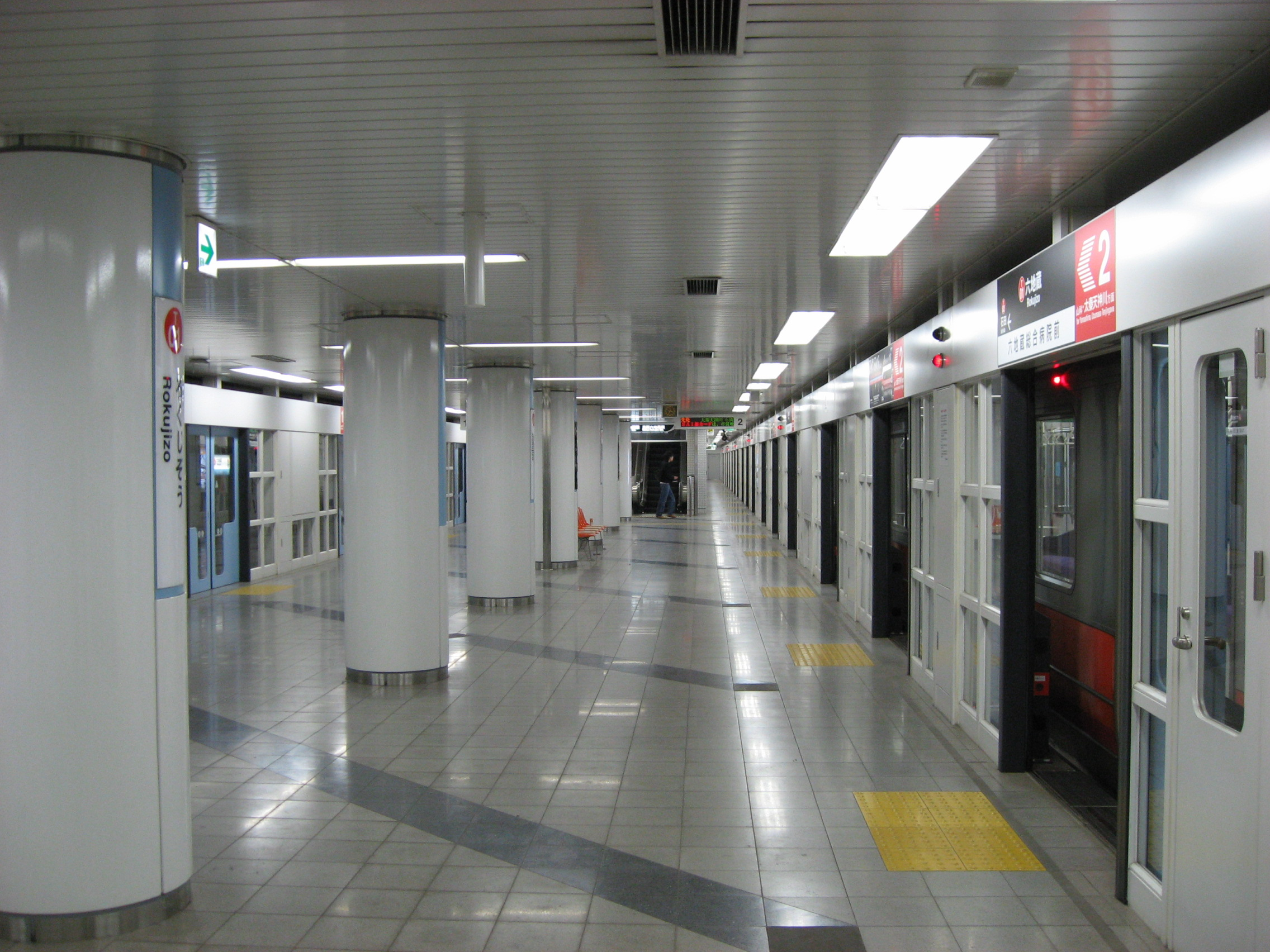
月台
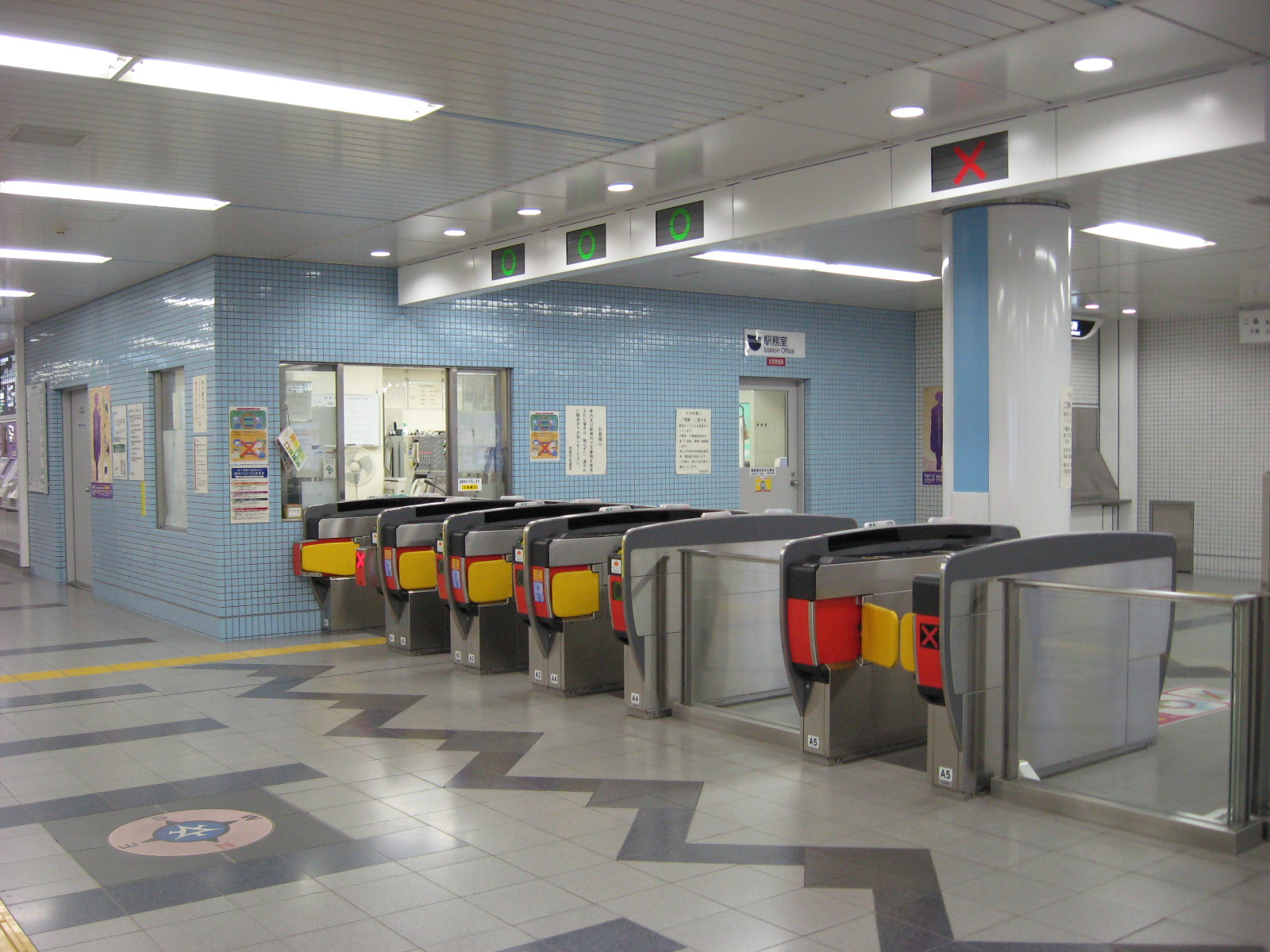
閘口。使用了車站顏色勿忘草属色的瓷磚

## 利用狀況
使用人數的推移如下述。
| 年度   | 京阪電氣鐵道 | 京阪電氣鐵道 | JR西日本 | 京都市營地下鐵 | 京都市營地下鐵 |
| 年度   | 上車人次     | 上下車人次   | 上車人次 | 上車人次       | 上下車人次     |
| ------ | ------------ | ------------ | -------- | -------------- | -------------- |
| 1999年 | 5,486        |              | 5,270    |                |                |
| 2000年 | 5,373        |              | 5,342    |                |                |
| 2001年 | 5,263        |              | 5,795    |                |                |
| 2002年 | 4,907        |              | 6,126    |                |                |
| 2003年 | 4,770        |              | 6,374    |                |                |
| 2004年 | 4,603        |              | 6,416    | 5,508          | 11,159         |
| 2005年 | 4,616        |              | 6,523    | 5,632          | 11,226         |
| 2006年 | 4,578        |              | 6,647    | 5,683          | 11,312         |
| 2007年 | 4,536        | 9,268        | 6,706    | 5,742          | 11,415         |
| 2008年 | 4,521        | 8,885        | 6,822    | 5,775          | 11,458         |
| 2009年 | 4,540        | 9,471        | 6,789    | 5,816          | 11,534         |
| 2010年 | 4,458        | 9,195        | 6,945    | 5,837          | 11,568         |
| 2011年 | 4,503        | 9,493        | 7,232    | 5,929          | 11,751         |
| 2012年 | 4,685        | 8,191        | 7,394    | 6,042          | 11,974         |
| 2013年 | 4,605        | 9,263        | 7,658    | 6,222          | 12,330         |
| 2014年 | 4,904        | 9,697        | 7,581    | 6,387          | 12,658         |
| 2015年 | 5,087        | 10,352       | 7,751    | 6,597          | 13,073         |
| 2016年 | 4,066        | 8,468        | 7,638    | 6,683          | 13,243         |
| 2017年 | 4,047        | 8,353        | 7,556    | 6,710          | 13,297         |
| 2018年 | 4,249        |              | 7,493    | 6,900          | 13,673         |

## 相鄰車站
京阪電氣鐵道
 宇治線
桃山南口（KH72）－六地藏（KH73）－木幡（KH74）
西日本旅客鐵道
 奈良線
■京都路快速、■快速、■區間快速
東福寺（JR-D02）－六地藏（JR-D06）－宇治（JR-D09）
■普通
桃山（JR-D05）－六地藏（JR-D06）－木幡（JR-D07）
京都市營地下鐵
 東西線
六地藏（T01）－石田（T02）

## 外部連結
- 六地藏 - 京阪電氣鐵道
- 六地藏｜車站資訊：JR出門網 - 西日本旅客鐵道
- 東西線六地藏站 （页面存档备份，存于）（地下鐵車站設施等的導覽） - 京都市交通局